# Maison de Rochechouart de Mortemart
Pour les articles homonymes, voir Rochechouart.
La famille de Rochechouart de Mortemart est la branche cadette de la Maison de Rochechouart, famille et branche subsistantes de la noblesse française. Les seigneurs de Mortemart accédèrent au titre de duc et pair de France par lettres patentes du roi Louis XIV en 1663.

## Les seigneurs de Mortemart
- Guillaume Ier, fils d'Aimery VIII, vicomte de Rochechouart (fils d'Aimery VII et d'Alix de Mortemart), et de Marguerite fille de Guy V de Limoges. Mort en 1272.
  - Enfants : Guillaume II, Foucault, Gui.
- Guillaume II, fils du précédent et de Marguerite. Mort sans enfant 1292. Seigneur de Mortemar, il est qualifié de vicomte de Rochechouart.
- Foucault Ier, fils de Guillaume de Rochechouart de Mortemart et de Marguerite, seigneur de Mortemar, Peyrusse (à Châtelus ?), Salagnac, St-Victurnien, mort en 1338.
  - Enfants : Aimery, Foucault, Simon, Aimar, Catherine, Laure.
- Aimery Ier, fils du précédent et d'Almodie de Montrocher. Participa à la bataille de Crécy, où il fut fait prisonnier par les Anglais, et la bataille de Poitiers, où, blessé, il fut laissé pour mort sur le champ de bataille, avant d'être sauvé par son fils Aimery. Tué à la bataille de Surgères en 1369.
  - Enfants: Foucault II, Aimery II, Marguerite.
- Aimery II, fils du précédent et d'Ayde de Pierre-Buffière. Conseiller du roi Charles V, il participe aux côtés du duc de Bourbon Louis II et de Du Guesclin à la reconquête de la Guyenne. Mort en 1397.
  - Enfants : Guillaume III, Marguerite, Guichard, Jean, Gui évêque de Saintes en 1424-60, Louis, Catherine.

À noter que toutes les possessions d'Aimery de Rochechouart, « rebelle ennemi et désobéissant du Roi monseigneur » Charles V, y compris la seigneurie de Mortemart, lui furent confisquées et données au sieur Alain de Saisy, seigneur de Kerampuil (†1379), écuyer, homme d'arme et compagnon de Du Guesclin, en rémunération « de partie des bons et agréables services », par lettre dudit roi. On a lieu de croire qu'à la mort d'Alain de Saisy, ces biens furent restitués, moyennant compensation.
- Guillaume III, fils du précédent et de sa première épouse Jeanne d'Archiac dame de Vivonne et St-Germain-sur-Vienne, (1350-1431). Guerroya en Terre Sainte.
- Jean Ier, demi-frère du précédent, fils d'Aimery II de Rochechouart et de sa deuxième épouse Jeanne d'Angles, dame de Montpipeau et Château-Larcher, fille de Guichard IV comte de Huntingdon, sire de Pleumartin et châtelain de Rochefort. Combattit à la bataille d'Azincourt où il fut fait prisonnier. Chambellan du roi Charles VII, il fut gouverneur de La Rochelle. Mort en 1444.
  - Enfants : Pierre, Aimery, Louise, Jeanne (x Jacques de Beaumont-Bressuire) ; Jean II, Louis évêque de Saintes en 1460-92, Radegonde (x Louis Ier de Montbron de Chalandray), Marie (x Jean Ier d'Étampes de La Ferté-Nabert et Saint-Ciergues).
- Jean II, fils du précédent et de sa deuxième femme Jeanne de Torsay (dame de La Mothe-St-Héray et de Lezay ; veuve de Jacques de Ventadour puis d'André de Beaumont-Bressuire et mère de Jacques, qui se maria avec Jeanne de Rochechouart-Mortemart, fille de Jean Ier ci-dessus et de sa première femme, Jeanne, fille de Lancelot Turpin de Crissé ; Jeanne de Torsay, quant à elle, prit pour dernier époux Philippe de Melun-La Borde). Mort en 1477.
  - Enfants : Jean, Aimery III, Charles, Pierre évêque de Saintes en 1493-1503, Louis, Jean, Anne (x 1480 Guillaume IV de Vergy seigneur de Champvent, Fouvent et Champlitte), Madeleine, Jeanne (x Jean de Châtillon-Porcien seigneur de Bouville et d'Argenton).
- Aimery III, fils du précédent et de Marguerite fille de Pierre d'Amboise. Chambellan du roi Charles VIII, il participa à la conquête de la Franche-Comté. Mort en 1516.
  - Enfants : Georges, François, Anne (x Jean-Baptiste de Villequier, petit-fils d'Antoinette de Maignelais), Louis, Claude, Adrien, Aubin évêque de Sisteron en 1542-43, Aimery évêque de Sisteron en 1543-80 et abbé de St-Savin, Anne.
- François, fils du précédent et de Jeanne de Rochechouart-Pontville, (1502-1552), dame de Mauzé, Château-Larcher et Montpipeau, fille des vicomtes Anne de Rochechouart et Jean de Pontville. Participa au siège de Perpignan et rendit de grands services aux rois François Ier et Henri II. Il acquit Tonnay-Charente le 17 octobre 1511 de son lointain cousin et oncle maternel François, vicomte de Rochechouart-Pontville, en échange de Mauzé.
  - Enfants : René, Gabrielle (dame de La Mothe-St-Héray ; x 3° Louis de St-Gelais), Madeleine.
- René, fils du précédent et de Renée Taveau de Mortemer dame de Lussac, (1528-1587). Participa aux côtés de son père au siège de Perpignan, puis aux siège d'Épernay et à la défense de Metz en 1552. Participa aux prises de Calais, Bourges, Poitiers, Blois, Rouen, Saint-Jean d'Angély et de Lusignan, ainsi qu'aux batailles de Jarnac et Montcontour. Henri III lui donna le collier du Saint-Esprit.
  - Enfants : Gaspard, René II seigneur de Montpipeau (souche des marquis de Montpipeau en Beauce), François, Aimé [souche des marquis de Tonnay-Charente et de Bonnivet barons de Dinteville (notamment, sa petite-fille Gabrielle de Rochechouart-Mortemart-Tonnay-Charente épouse Jean-Jules-Armand Colbert, fils cadet du Grand Colbert : beaux-parents du duc Jean-Baptiste de Mortemart ci-dessous)], Jean, Isabelle (x Pierre II de Laval-Lezay), Aimerie (x Philippe II de Volvire de Ruffec : leur fille Eléonore est la femme de François de L'Aubespine et la grand-mère de St-Simon), Gabrielle abbesse de St-Laurent de Bourges, Eléonore (x Guy II de Rieux comte de Châteauneuf et vicomte de Donges), Yolande.
- Gaspard, Marquis de Mortemart, prince de Tonnay-Charente, fils du précédent et de Jeanne fille de Gaspard de Saulx-Tavannes, (1575-1643). Ambassadeur extraordinaire auprès du roi d'Angleterre au repas du mariage de Marie-Henriette de France en 1625. Il se marie le 5 mars 1600 avec Louise, comtesse de Maure
  - Enfants: Gabriel Ier duc de Mortemart, Louis comte de Maure et grand sénéchal de Guyenne. Esther, Benjamin.

## Les princes deTonnay-Charente
- Gabriel (1600-1675), fils du précédent et de Louise de Gouyon-Matignon (par son 1er époux, Odet de Goyon) de Maure, fille de Charles de Maure et de Diane de Pérusse d'Escars, dame de Carency et de Lavauguyon. Fait prince de Tonnay-Charente le 24 novembre 1650, puis duc de Mortemart le 1er décembre de la même année. Le titre de prince de Tonnay-Charente est porté, depuis, par le fils aîné de chaque duc de Mortemart ; c'est un titre de courtoisie.

## Les ducs de Mortemart

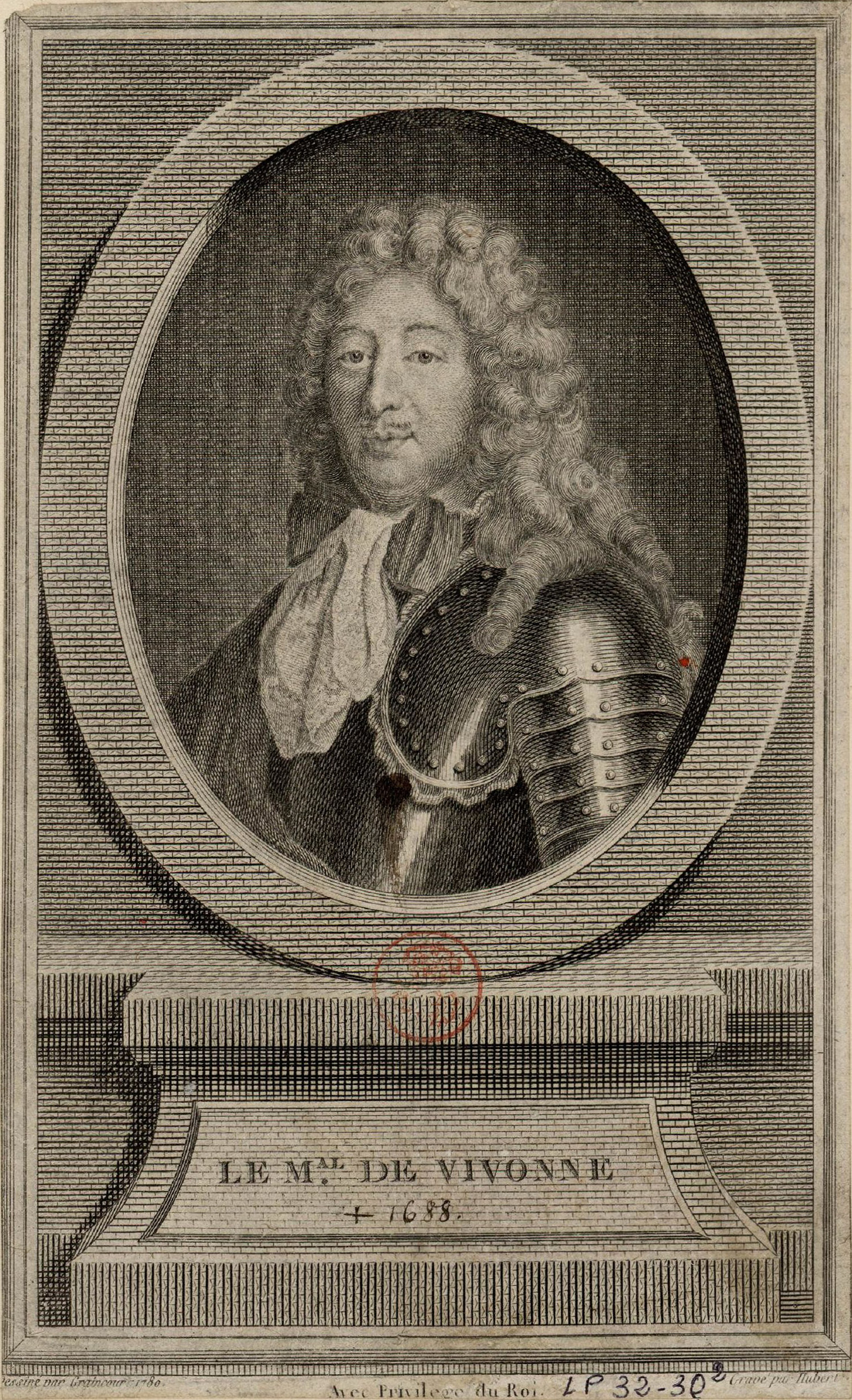
Louis-Victor de Rochechouart de Mortemart.

- Gabriel de Rochechouart, 1er duc de Mortemart, (1600-1675), prince de Tonnay-Charente. Premier gentilhomme de la chambre du roi Louis XIII et chevalier des ordres du roi. Il obtient de Louis XIV en 1650 l'érection du marquisat de Mortemart en duché-pairie (enregistrement du titre en 1663)[3]. Gouverneur de Paris et de l'Île-de-France.
  - Enfants : Louis-Victor ; Gabrielle, marquise de Thianges par son mariage avec Claude-Léonor de Damas ; Marie-Christine ; Françoise-Athénaïs, marquise de Montespan (favorite de Louis XIV, d'où une prestigieuse descendance, dont Louis-Philippe) ; Marie-Madeleine Gabrielle abbesse de Fontevrault, dite la reine des abbesses
- Louis-Victor de Rochechouart, 2e duc de Mortemart (1636-1688), Duc de Vivonne, fils du précédent, auquel il succède en 1675[4], et de Diane de Grandseigne. Maréchal et pair de France, il fut un membre éminent de la cour du roi Louis XIV. Il était notamment très proche de Molière et de Nicolas Boileau et c'est lui qui présenta ce dernier au Roi Soleil. Sur le champ de bataille, il se distingue lors des guerres contre l'Espagne en Flandre (sièges d'Ath, Tournai, Douai, Lille) puis en Méditerranée. En 1675, la flotte qu'il commande entre victorieuse à Messine, après avoir vaincu l'ennemi.
  - Enfants : Louis ; Gabrielle, abbesse de Beaumont-les-Tours ; Charlotte, duchesse d'Elbœuf ; Marie-Élisabeth, marquise de Castries ; Louise-Françoise, abbesse de Fontevrault ; Gabrielle-Victoire, duchesse de Lesdiguières.
- Louis de Rochechouart, 3e duc de Mortemart 1663-1688), fils du précédent, auquel il succède en 1679, à la suite de son renoncement[5], et d'Antoinette de Mesmes. Général et pair de France, il participe aux expéditions d'Alger et de Cadix. Le duc de Saint-Simon écrira: "Monsieur de Mortemart est l'honneur de son temps, de la plus grande espérance; et pour son âge, de la plus grande réputation." Il épousa Marie-Anne Colbert, fille de Jean-Baptiste Colbert, le ministre de Louis XIV.
  - Enfants : Louis, Jean-Baptiste, Marie-Anne, Louise-Gabrielle, Marie-Françoise de Mortemart (x 1° Michel II Chamillart : beaux-parents de Daniel-Marie de Talleyrand-Périgord par sa 2e épouse, grands-parents de Charles-Daniel et arrière-grands-parents du fameux Talleyrand ; et x 2° Louis-Jean-Charles de Talleyrand-Périgord prince de Chalais : beaux-parents de Gabriel-Marie de Talleyrand-Périgord, le fils aîné de Daniel-Marie (et de sa 1re épouse), et l'oncle paternel du ministre Talleyrand).
- Louis de Rochechouart, 4e duc de Mortemart (1681-1746), fils du précédent et de Marie-Anne Colbert. Il n'est âgé que de 7 ans quand il succède à son père comme duc de Mortemart et le reste jusqu'à sa propre abdication, en 1730, où il a pour successeur, son fils, Louis-Paul de Rochechouart[6]. Colonel du régiment de Mortemart, il est brigadier le 19 juin 1708, maréchal de camp le 2 juillet 1710, lieutenant général des armées du Roi le 30 mars 1720 et pair de France, premier gentilhomme de la Chambre, il participe à la prise de Barcelone en 1714 et décède le 30 juillet 1746.
  - Enfants : Marie-Louise, Louis-Paul (+1731), Charles-Auguste (+1743), Henriette-Athénaïs.
- Louis Paul de Rochechouart, prince de Tonnay-Charente, 5e duc de Mortemart (1710-1731), fils du précédent et de Marie Henriette de Beauvilliers de Saint-Aignan, sa première épouse. Né le 29 avril 1710, il est de 1722 à 1726 élève au collège de Louis-le-Grand à Paris. En 1729 il est colonel du régiment de Tonnay-Charente et succède en mai 1730 à son père comme 5e duc de Mortemart, à la suite de l'abdication de celui-ci en sa faveur. Marié à Marie Anne Elisabeth de Beauvau le 4 mai 1730, il meurt sans postérité un an et demi plus tard, le 4 décembre 1731, à l'âge de 21 ans, laissant pour successeur, son frère, qui suit[6].
- Charles Auguste de Rochechouart, 6e duc de Mortemart (1714-1743), frère du précédent, auquel il succède en décembre 1731, il est aussi le fils de Louis de Rochechouart 4e duc de Mortemart, et de Marie Henriette de Beauvilliers de Saint-Aignan. Colonel du régiment de Rochechouart il est brigadier le 1er janvier 1740 et est tué à la bataille de Dettingen, le 27 juin 1743, laissant pour successeur, son fils, Louis François Charles Augustin de Rochechouart, fils d'Augustine de Coëtquen de Combourg[7].
- Louis François Charles Augustin de Rochechouart, 7e duc de Mortemart (1740 - 1743). Il est enfant lorsqu'il succède à son père comme 7e duc de Mortemart et meurt quelques mois plus tard, en décembre 1743[8].
- Jean-Baptiste Ier de Rochechouart, 8e duc de Mortemart (1682-1757), fils de Louis de Rochechouart 3e duc de Mortemart et de Marie-Anne Colbert. Il devient le 8e duc de Mortemart au décès de son petit-neveu, en décembre 1743[9]. Pair de France.
  - Enfants : Louis (+1725), Marie-Anne, duc Jean-Baptiste II (ou Jean-Victor), Charles-Auguste.

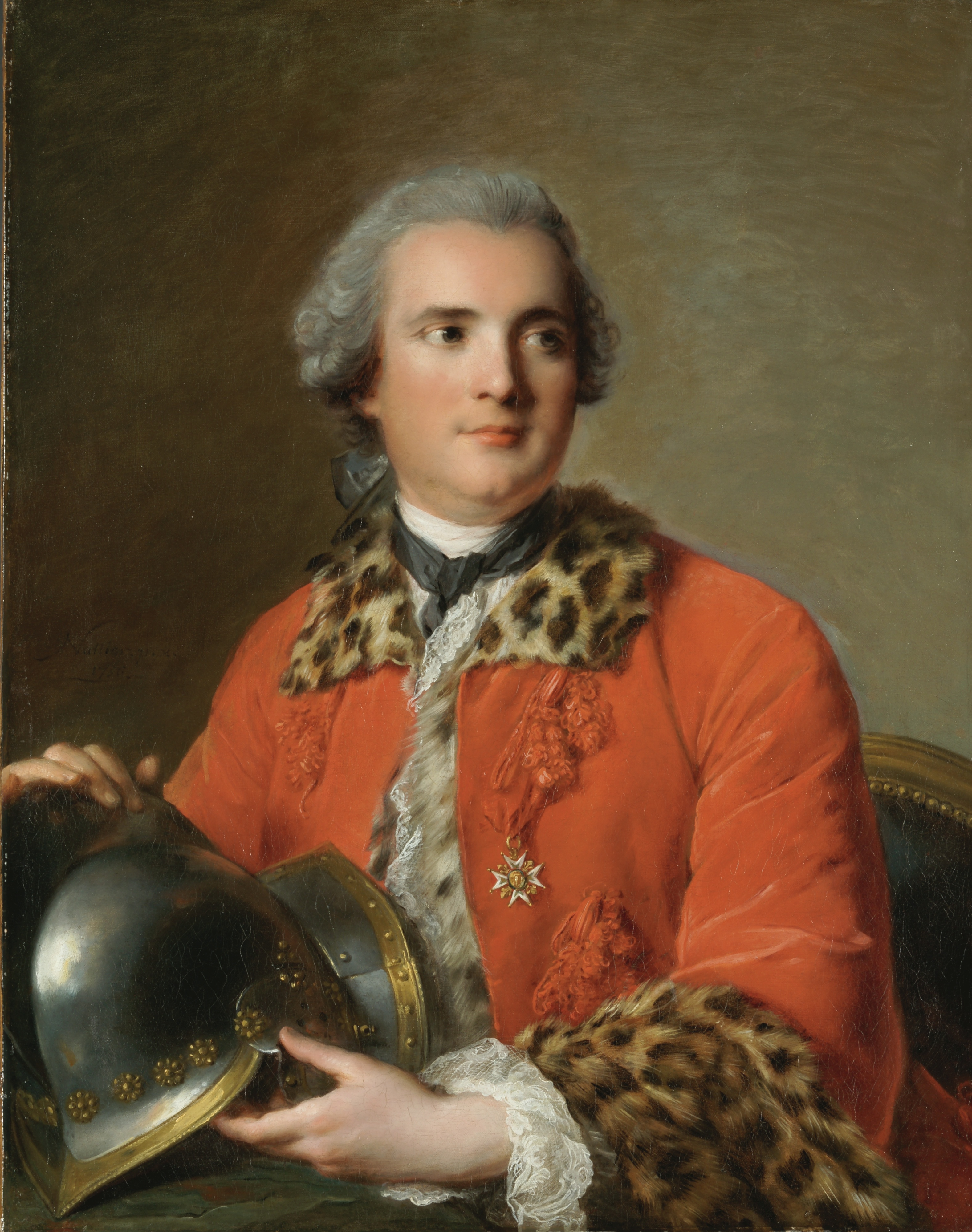
Jean-Victor de Rochechouart de Mortemart, Jean-Marc Nattier, 1756.

- Jean-Victor de Rochechouart (Jean-Baptiste II), 9e duc de Mortemart (1712-1771), fils du précédent et de Marie-Madeleine Colbert de Blainville, sa cousine germaine, fille de Jean-Jules-Armand Colbert ci-dessus[10]. Titré duc de Rochechouart par Louis XV en 1753 (duc à brevet). Pair de France. Brigadier des armées du Roi. Chevalier de l'ordre de Saint-Jean de Jérusalem.
  - Enfants : Victor-Gabriel, Louis-Gabriel, Charles-Maximilien, Augustin-François, Victurnien-Jean-Baptiste (10e duc, qui suivra), Victurnien-Léonard, Victurnien-Henri, Victurnienne Delphine Nathalie marquise de Rougé, et le marquis Victurnien-Bonaventure de Mortemart [père lui-même du marquis Victor-Louis-Victurnien, époux d'Anne-Eléonore-Pulchérie, fille d'Anne-Léon II duc de Montmorency-Beaufort, d'où :
    - René (12e duc, qui suivra),
    - et le marquis Anne-Henri-Victurnien qui épouse Marie-Louise Borghèse Aldobrandini, fille de François et nièce de Camille : parents du 13e duc François-Marie-Victurnien de Mortemart, qui suivra]
- Victurnien-Jean-Baptiste de Rochechouart, 10e duc de Mortemart (1752-1812), fils du précédent et de Charlotte-Nathalie de Manneville[11]. Pair de France, il est élu député de la noblesse des bailliages de Guéret et de Sens aux États généraux de 1789. Il soutient au Parlement la cause des protestants pour faire entendre leurs droits civils. Légitimiste, il défend en 1791 la cause des Bourbons contre les Orléans. Lors de la tourmente révolutionnaire, il s'exile en Angleterre où le roi George III lui confia un corps français, "le Régiment de Mortemart", à la solde britannique, qui servit notamment au Portugal. Il rentre en France en 1802 et fut nommé conseiller général de la Seine en 1812.
  - Enfants : Anne-Victurnienne-Henriette (x Auguste duc de Croÿ), Nathalie-Henriette-Victurnienne (x Marc-Étienne prince de Beauvau-Craon), Catherine-Victoire-Victurnienne (x Adrien duc de Crussol), Aimé, Casimir, Emma-Victurnienne-Nathalie (x Raymond-François de Beauvilliers duc de St-Aignan), Antonia-Louise-Victurnienne (x Charles de Forbin-Janson), Alicia-Elfride-Victurnienne (x Paul duc de Noailles).

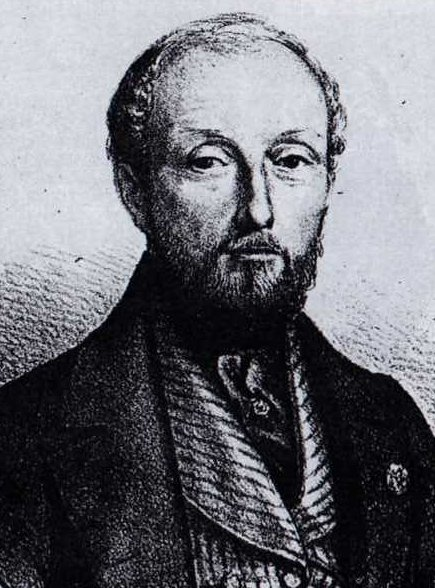
Casimir de Rochechouart de Mortemart.

- Casimir de Rochechouart, 11e duc de Mortemart (1787-1875), fils du précédent et d'Adélaïde fille de Louis-Hercule duc de Cossé-Brissac. Général et pair de France. À son retour d'exil en 1801, il s'engage dans l'armée napoléonienne avec laquelle il participe aux campagnes de Prusse et de Pologne. Après la bataille de Friedland, il reçoit la Légion d'Honneur. Il se signale à Ratisbonne, Essling et Wagram où il charge l'infanterie autrichienne. Il prend part à la campagne de Russie et se distingue à la bataille de Borodino, puis à la campagne de France. Après la défaite de Napoléon, il se rallie à la Restauration et suit Louis XVIII à Gand durant les Cent-jours. Nommé Premier ministre par Charles X, il n'a pas le temps de gouverner en raison de la révolution de 1830. Grand Croix de la Légion d'honneur, ambassadeur en Russie sous Louis-Philippe, il devint également sénateur.
  - Enfants (de sa femme Virginie-Antoinette-Pauline, fille de Pierre-François comte de Ste-Aldegonde) : Alice-Félicie-Victurnienne (x Edmond-Albert comte de Ste-Aldegonde, cousin germain de sa mère Virginie), Arthur (prince de Tonnay-Charente, +1840), Henriette-Emma-Victurnienne (x Alphonse de Cardevac d'Havrincourt), Cécile-Victurnienne (x Ernest Budes comte de Guébriant, d'où Jean), Berthe (x Étienne-Guy-Charles-Victurnien de Beauvau-Craon, fils de Charles-Just et petit-fils de Marc-Étienne ci-dessus).

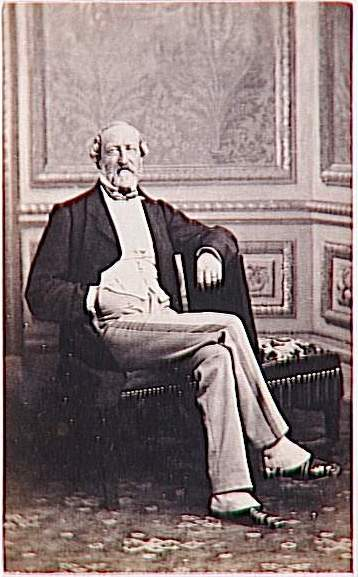
René de Rochechouart de Mortemart.

- René (Anne Victurnien René Roger) (1804-1893), 3e marquis de Mortemart, saint-Cyrien, député du Rhône (1852-1863, 1871-1873), puis 12e duc de Mortemart, cousin du précédent

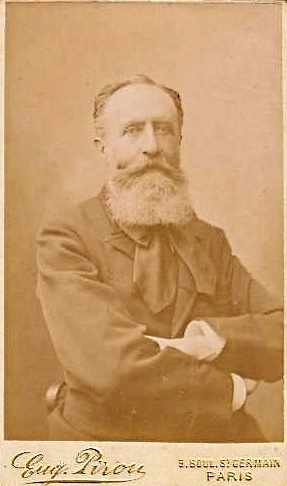
François de Rochechouart de Mortemart.

- François Marie Victurnien de Rochechouart (1832-1893), 13e duc de Mortemart (27 avril 1893), prince de Tonnay-Charente, neveu du précédent
- Arthur (1856-1926), prince de Tonnay-Charente puis 14e duc de Mortemart, officier de cavalerie, fils du précédent et de Virginie-Marie-Louise de Ste-Aldegonde, fille d'Edmond-Albert et d'Alice ci-dessus
- François (1881-1918), prince de Tonnay-Charente, lieutenant aviateur, mort au champ d'honneur, fils du précédent et d'Hélène d'Hunolstein
- Charles (1908-1961), 15e duc de Mortemart, ingénieur agronome, fils du précédent et de Marguerite de La Rochefoucauld-Doudeauville
- François (1930-1992), 16e duc de Mortemart, fils du précédent et de Simone Brossaud de Juigné
- Charles-Emmanuel (né en 1967), 17e duc de Mortemart, fils du précédent et d'Anne Mouchet de Battefort de Laubespin. Il est administrateur de la société Unisylva[12].

## Arbre généalogique
- Gabriel de Rochechouart, marquis de Mortemart, 1er duc de Mortemart et de Vivonne (1600-26/12/1675) ∞ Diane de Grandseigne (1610-11/02/1666)
  - Gabrielle de Rochechouart de Mortemart (1633-12/09/1693) ∞ Claude-Léonor de Damas, marquis de Thiange (-1702)
  - Louis-Victor de Rochechouart, comte de Vivonne 2è duc de Mortemart et de Vivonne (25/08/1636-15/09/1688) ∞ Antoinette Louise de Mesmes de Roissy (1641-10/03/1709)
    - Gabrielle de Rochechouart de Mortemart, abbesse de Beaumont-lès-Tours (1658-24/10/1733)
    - Charlotte de Rochechouart de Mortemart (1660-1729) ∞ S.A. le prince Henri de Guise-Lorraine, duc d'Elbeuf 1661-1741
    - Louis de Rochechouart, marquis de Mortemart, prince de Tonnay-Charente (1663-03/04/1688) ∞ Marie-Anne Colbert de Seignelay (18/10/1665-14/01/1750)
      - Louis de Rochechouart de Tonnay-Charente, duc de Mortemart et de Vivonne (1681-31/07/1746)
      - Jean-Baptiste de Rochechouart de Tonnay-Charente, duc de Mortemart et de Vivonne (1682-1757) ∞ Marie-Madeleine Colbert de Bainville (1686-1746)
        - Louis de Rochechouart de Mortemart, prince de Tonnay-Charente (1708-1725)
        - Marie-Anne-Madeleine de Rochechouart de Mortemart (1710-)
        - Victor de Rochechouart, duc de Mortemart et de Vivonne (1712-1771) ∞ Eléonore-Françoise de Crux ∞ Marie-Thérèse, marquise de Rouvroy (-1750) ∞ Charlotte-Natalie de Manneville (1728-1762)
          - Jean-Baptiste de Rochechouart, duc de Mortemart et de Vivonne (1752-1812) ∞ Anne-Marie d'Harcourt (1753-1778) ∞ Adélaïde-Pauline de Cossé de Brissac (1765-1818)
            - Aimé de Rochechouart de Mortemart, prince de Tonnay-Charente (1778-1778)
            - Anne-Victurienne de Rochechouart de Mortemart (1773-1806) ∞ Auguste-Louis, duc de Croÿ (1765-1822)
            - Nathalie de Rochechouart de Mortemart (1774-1854) ∞ Marc, prince Beauvau-Craon (1773-1849)
            - Catherine de Rochechouart de Mortemart (1776-1809) ∞ Adrien, duc de Crussol (1778-1837)
            - Aimeri-Jules de Rochechouart de Mortemart, prince de Tonnay-Charente (1785-1785)
            - Casimir de Rochechouart, duc de Mortemart et de Vivonne (1787-1875) ∞ Virginie de Saint-Aldegonde de Genesch (1789-1878)
              - Félicie de Rochechouart de Mortemart (1811-1867) ∞ Edmond, comte de Saint-Aldegonde (1809-1848)
              - Arthur de Rochechouart de Mortemart, prince de Tonnay-Charente (1812-1840)
              - Henriette de Rochechouart de Mortemart (1814-1920) ∞ Alphonse de Cardeval, marquis d'Havrincourt (-1892)
              - Alexandrine de Rochechouart de Mortemart (1816-1862) ∞ Comte Gaignaire
              - Cécile de Rochechouart de Mortemart (1817-1888) ∞ Ernest de Budes, comte de Guébriant (-1888)
              - Berthe de Rochechouart de Mortemart (1825-1882) ∞ Étienne, prince de Beauvau-Craon (1818-1865)

            - Alice de Rochechouart de Mortemart (1800-1887) ∞ Paul, duc d'Ayen et de Noailles (1802-1885)

          - Bonaventure de Rochechouart, marquis de Mortemart (1753-1823) ∞ Adélaïde-Marie-Céleste de Nagu (-1854)
            - Victor de Rochechouart, marquis de Mortemart (1780-1834) ∞ Eléonore de Montmorency de Fosseux (1776-1863)
              - Mathilde de Rochechouart de Mortemart (1830-1924) ∞ Ange de Bésiades, duc d'Avaray (1802-1887)
              - René de Rochechouart, duc de Mortemart et de Vivonne (1804-1893) ∞ Gabrielle Bonne de Laurencin (1808-1894)
                - Mathilde de Rochechouart de Mortemart (1830-1924) ∞ Philibert Bernard, marquis de Laguiche (1815-1891)
                - Léonie de Rochechouart de Mortemart (1833-1921) ∞ Louis, comte de Mérode (1821-1876)

              - Henri de Rochechouart, marquis de Mortemart (1806-1885) ∞ Maria-Luisa Borghese (1812-1838)
                - François de Rochechouart, duc de Mortemart et de Vivonne (1832-1893) ∞ Virginie de Saint-Aldegonde (1834-1900)
                  - Arthur de Rochechouart, duc de Mortemart et de Vivonne (1856-1926) ∞ Hélène d'Hunolstein (1859-1904)
                    - François de Rochechouart de Mortemart, prince de Tonnay-Charente (1881-1916) ∞ Marguerite de La Rochefoucauld d'Estrées (1886-1929)
                      - Charles de Rochechouart de Tonnay-Charente, duc de Mortemart et de Vivonne (1908-1961) ∞ Simone de Brossaud de Juigné (1909-1996)
                        - François de Rochechouart, duc de Mortemart et de Vivonne (1930-1992) ∞ Anne Mouchet de Battefort de Laubespin (1937-2015)
                          - Isabelle de Rochechouart de Mortemart (1960-) ∞ Eric du Cauze, marquis de Nazelle (1954-)
                          - Diane de Rochechouart de Mortemart (1962-) ∞ Emmanuel de Talhouet (1961-)
                          - Sylvie de Rochechouart de Mortemart (1963-) ∞ Jacques de Mark-Tripoli de Panisse-Passis (1956-)
                          - Charles de Rochechouart, duc de Mortemart et de Vivonne (1967-) ∞ Diane Picot de Moras d'Aligny d'Assignies (1966-)
                            - Albane de Rochechouart de Mortemart (1994-)
                            - Gaëtane de Rochechouart de Mortemart (1995-)
                            - Solenne de Rochechouart de Mortemart (1996-)
                            - Hélène de Rochechouart de Mortemart (2002-)

                        - Marguerite de Rochechouart de Mortemart (1931-) ∞ Bruno de Gaillard de Lavaldene (1927-)
                        - Charles de Rochechouart de Mortemart (1934-1961) ∞ Hélène de Pierre de Bernis-Calvière (1937-1995)
                          - Patricia de Rochechouart de Mortemart (1959-) ∞ Gilles de Clermont-Tonnerre (1958-)

                        - Gabrielle de Rochechouart de Mortemart (1936-) ∞ Humbert de La Tour du Pin-Chambly, marquis de La Charce (1934-1972) ∞ Tanguy Le Gentil, Comte de Rosmorduc (1927-1992)
                        - Sylviane de Rochechouart de Mortemart (1940-) ∞ Charles-Edouard de Bruce (1933-)

                      - Louis de Rochechouart de Tonnay-Charente (1909-1938) ∞ Solange d'Harcourt (1913-2010)
                        - Charles-Louis de Rochechouart de Tonnay-Charente (1933-2021) ∞ Hélène Paultre de Lamotte (1930-2009)
                          - Alexandre de Rochechouart de Tonnay-Charente (1961-)
                          - Athénaïs de Rochechouart de Tonnay-Charente (1963-)
                          - Arthur de Rochechouart de Tonnay-Charente (1967-) ∞ Flavie Thiollier (1970-2016)
                            - Casimir de Rochechouart de Tonnay-Charente (1999-)
                            - Marguerite de Rochechouart de Tonnay-Charente (2002-)

                        - Athénaïs de Rochechouart de Tonnay-Charente (1936-) ∞ Anthony Saint-Clair-Erskin, comte de Rosslyn (1917-1977) ∞ Robert Drummond (1933-) ∞ Juan Bautista Itturalde (1919-)

                  - Marie de Rochechouart de Mortemart (1860-1943) ∞ Guy-Marie de La Rochefoucauld (1855-1912)
                  - Jeanne de Rochechouart de Mortemart (1864-1924) ∞ Alexandre de La Rochefoucauld, duc d'Estissac (1854-1930)
                  - Victurnien de Rochechouart de Mortemart (1865-1934)
                  - René de Rochechouart de Mortemart (1867-1941), dont Gabriel (1899-1981) qui épouse en 1926 Jacqueline de Galliffet
                  - Alix de Rochechouart de Mortemart (1880-1917)

              - Louis de Rochechouart de Mortemart (1809-1873) ∞ Marie-Clémentine de Chevigné (1793-1816)
                - Victurienne de Rochechouart de Mortemart (1840-1850)
                - Marie-Anne de Rochechouart de Mortemart (1841-1853)
                - Anne de Rochechouart de Mortemart (1847-1933) ∞ Emmanuel, duc de Crussol et d'Uzès (1840-1878)

              - Clémence de Rochechouart de Mortemart 1814-1868) ∞ Hippolyte de Pierre, comte de Bernis-Clavière (1808-1891)

            - Zoé de Rochechouart de Mortemart (1787-1849) ∞ Rodrigue Des Balbes de Berton de Crillon (1782-1870)

          - Victurnien de Rochechouart de Mortemart (1755-)
          - Henri-Elzéar de Rochechouart de Mortemart (1756-)
          - Victurienne de Rochechouart de Mortemart (1759-1858) ∞ Bonabes, marquis de Rougé (1751-1783)

        - Charles-Auguste de Rochechouart de Mortemart (1714-)

      - Marie-Anne de Rochechouart de Tonnay-Charente (1683-1683)
      - Louise-Angélique de Rochechouart de Tonnay-Charente (1684-1684)
      - Marie-Françoise de Rochechouart de Tonnay-Charente (1686-) ∞ Michel Chamillart, marquis de Cany (1689-1716) ∞ Louis-Jean-Charles de Talleyrand-Périgord, prince de Chalais

    - Marie-Elisabeth de Rochechouart de Mortemart (1663-1718)) ∞ Joseph-François de La Croix, marquis de Castries (1663-1728)
    - Louise-Françoise de Rochechouart de Mortemart, abbesse de Fontevraud (1664-1742)
    - Gabrielle-Victoire de Rochechouart de Mortemart (1670-1740) ∞ Alphonse de Créquy, duc de Lesdiguières (1627-1711)

  - Françoise-Athénaïs de Rochechouart de Mortemart (1640-1707) ∞ Louis Henri de Pardaillan de Gondrin, marquis d'Antin et de Montespan (1640-1691)
  - Marie-Christine de Rochechouart de Mortemart
  - Marie-Madeleine de Rochechouart de Mortemart, abbesse de Fontevraud (1645-1704)

## Alliances
Les Mortemart se sont unis aux :
- Famille d'Estampes : Marie, fille de Jean Ier de Rochechouart, seigneur de Mortemart ∞ (1461) avec Jean d'Estampes, seigneur des Roches et de La Ferté-Nabert, maître d'hôtel de Louis XI ;
- Maison d'Amboise : Jean II de Rochechouart, seigneur de Mortemart (✝ 1477) ∞ (1457) Marguerite fille de Pierre d'Amboise (1408-1473), seigneur de Chaumont-sur-Loire ;
- Maison de Vergy : Anne (✝ 1508), fille de Jean II de Rochechouart, seigneur de Mortemart ∞ (1480) Guillaume, seigneur de Vergy ;
- Maison de Beauvilliers : Louis de Rochechouart (1681-1746), duc de Mortemart ∞ (1703) Marie-Henriette (1685-1718), fille de Paul (1648-1714), 2e duc de Beauvilliers ;

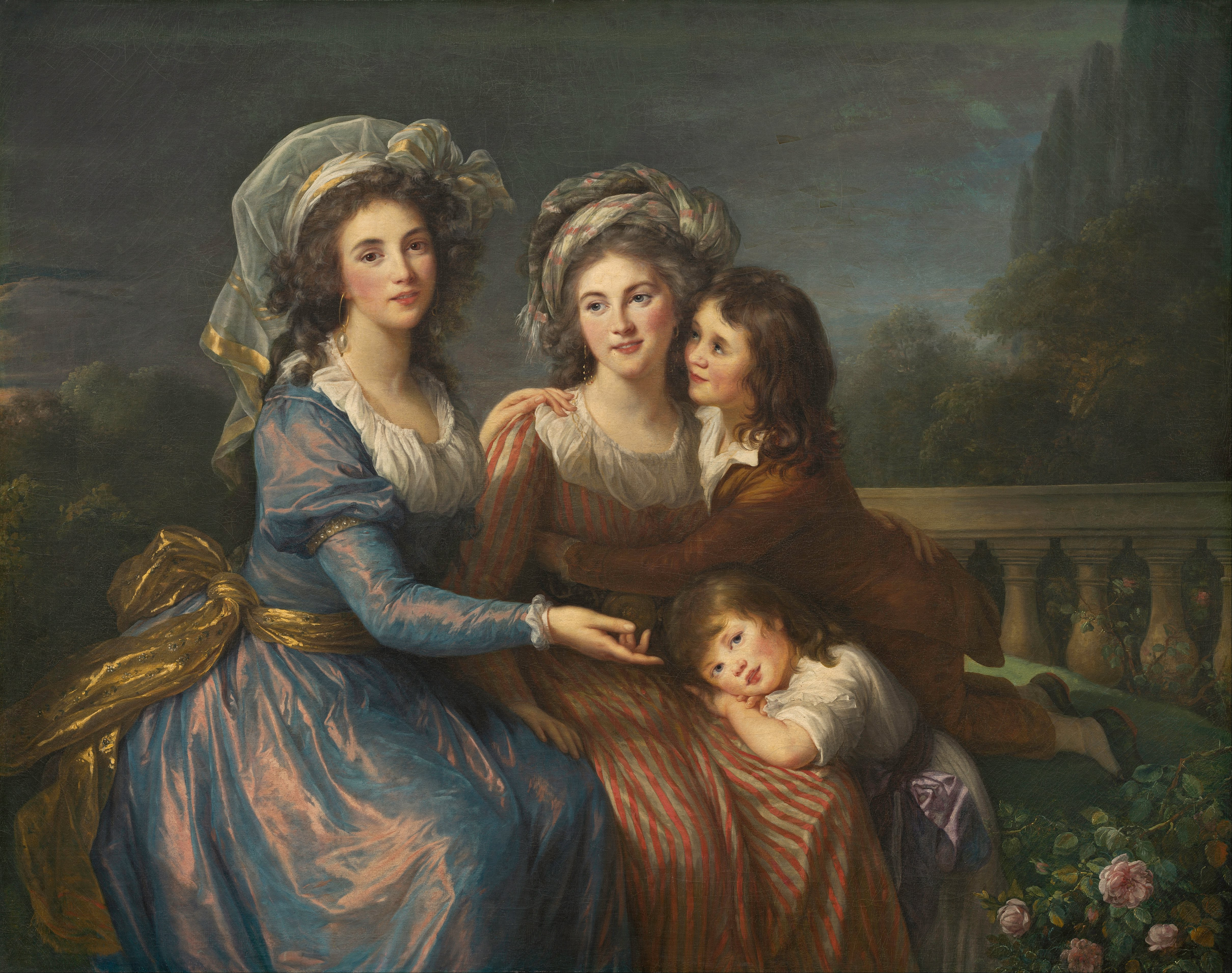
Portrait de la marquise de Pezay et de la marquise de Rougé accompagnée de ses deux enfants (Élisabeth Vigée Le Brun).

- Portrait de la marquise de Pezay et de la marquise de Rougé accompagnée de ses deux enfants (Élisabeth Vigée Le Brun). Famille de Rougé :  Victurnienne Delphine Nathalie (~ 1758-1828), fille de Jean Victor de Rochechouart (1712-1771), duc de Mortemart ∞ (1777) Bonabes V, 3e marquis de Rougé ;
- Maison de Cossé-Brissac : Victurnien-Jean-Baptiste de Rochechouart, duc de Mortemart ∞ (1782) Adélaïde (1765-1820), fille de Louis Hercule Timoléon de Cossé-Brissac ;
- Maison de Beauvau : Nathalie Henriette Victurnienne (1774-1854), dame du palais de l'Impératrice Marie-Louise (1809-1814), fille de Victurnien-Jean-Baptiste Marie, 9e duc de Mortemart ∞ (1792) Marc-Étienne de Beauvau-Craon ;
- Famille de Béziade : Anne-Victurnienne-Mathilde (1802-1887), fille de Victor Louis Victorien de Rochechouart (1780-1834), 2e marquis de Mortemart ∞ (1825) Ange Edouard Théophile (1802-1887), marquis puis 4e duc d'Avaray ;
- Maison de La Rochefoucauld : 
  - Marie (1860-1943), fille de François de Rochechouart, 12e duc de Mortemart ∞ (1881) Guy, comte de La Rochefoucauld (1855-1912) ;
  - Jeanne (1864-1924), sœur de la précédente ∞ (1883) Alexandre de La Rochefoucauld, 5e duc d'Estissac (1854-1930) ;
  - François de Rochechouart de Mortemart (1881-1918) ∞ (1907) Marguerite de La Rochefoucauld (1886-1929), fille de  Charles de La Rochefoucauld, duc d'Estrées (1863-1907).
- Maison de Noailles : Alice (1800-1887), fille de Jean-Baptiste de Rochechouart (1752-1812), duc de Mortemart ∞ (1823) Paul (1802-1885), duc de Noailles
- Famille de La Guiche : Louise Henriette Mathilde (1830-1924), fille de René de Rochechouart (1804-1893), duc de Mortemart ∞ (1850) Philibert Bernard, marquis de La Guiche (1815-1891) ;
- Famille Borghese : Anne Henri Victurnien de Rochechouart (1806-1885), marquis de Mortemart (1875-1885) ∞ (1832) Maria Luisa (1812-1838), fille de Francesco Borghèse (1776-1839), prince Aldobrandini ;
- Maison d'Harcourt : Louis-Victor de Rochechouart de Mortemart, duc de Vivonne (1909-1938) ∞ (1932) Solange d'Harcourt (1913-2010).

## Châteaux, seigneuries, terres

### Châteaux et demeures
- Château de Mortemart, construit en 995 par Abon Drut, seigneur de Mortemart. Le domaine des Mortemart passa par mariage dans la famille des Rochechouart en 1205. Le château en ruine a été racheté à la fin du XIXe siècle et entièrement restauré au XXe siècle. Le propriétaire actuel est le duc Charles de Mortemart.
- Château de Landal, province de Bretagne: reçu par héritage en 1643, revendu par les Rochechouart-Mortemart en 1697;
- Château de Chaumont-sur-Loire: à la suite du mariage (1703) de Marie-Henriette de Beauvilliers avec Louis de Rochechouart (1681-1746), duc de Mortemart, prince de Tonnay-Charente; ce dernier, grand joueur, contracte des dettes et doit s'en séparer en 1740.
- Château de Meillant: à la suite du don (1857) de Henriette-Adélaïde-Joséphine du Bouchet de Sourches de Tourzel à Virginie de Sainte-Aldegonde, épouse de Casimir de Rochechouart, 11e duc de Mortemart. Le château appartient à la famille à ce jour, l'actuel propriétaire est le comte Aimery de Mortemart.
- Château de Hombourg-Budange (dans la vallée de la Canner, département de la Moselle), acquis par mariage au XIXe siècle[13]. Un important projet de rénovation est envisagé par le comte Arthur de Mortemart[14]. ;
- Château du Réveillon (Entrains-sur-Nohain, Nièvre), par alliance avec la famille de Hunolstein à la fin du XIXe siècle, propriété des ducs de Mortemart[15] ;
- L'hôtel de Mortemart, au 27 rue Saint-Guillaume (Paris VIIe), siège de la Fondation nationale des sciences politiques et de l’Institut d'études politiques de Paris ;
- Château de Lachassagne : bâti en 1830 sur les ruines d'un château médiéval par la famille de Rochechouart de Mortemart. Vendu en 1976.
- Château de Saint-Vrain, par alliance en 1832 avec la famille Borghese. Incluant le Parc de Saint-Vrain (anciennement un Zoo).
- Château d'Orcher.

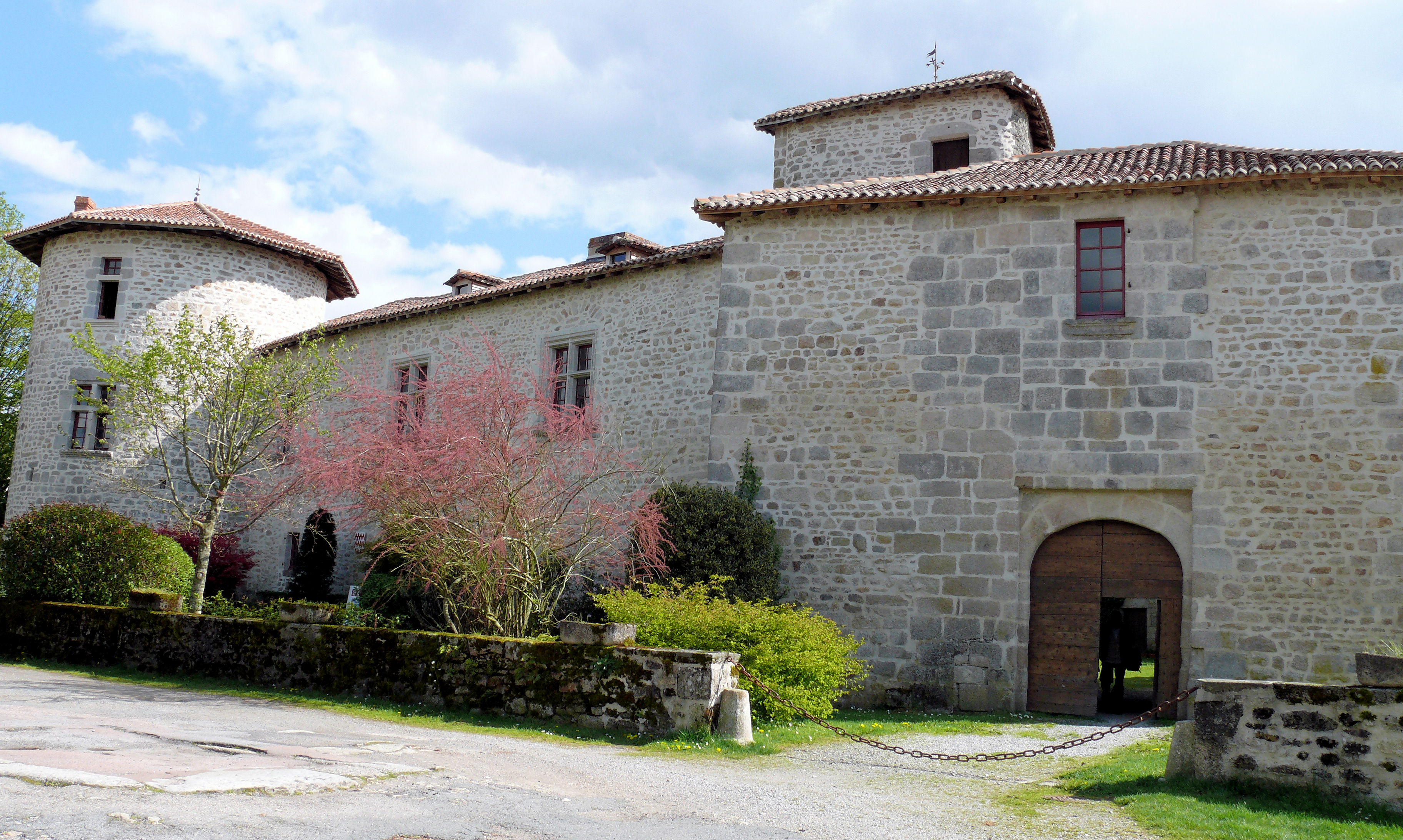
Château de Mortemart.
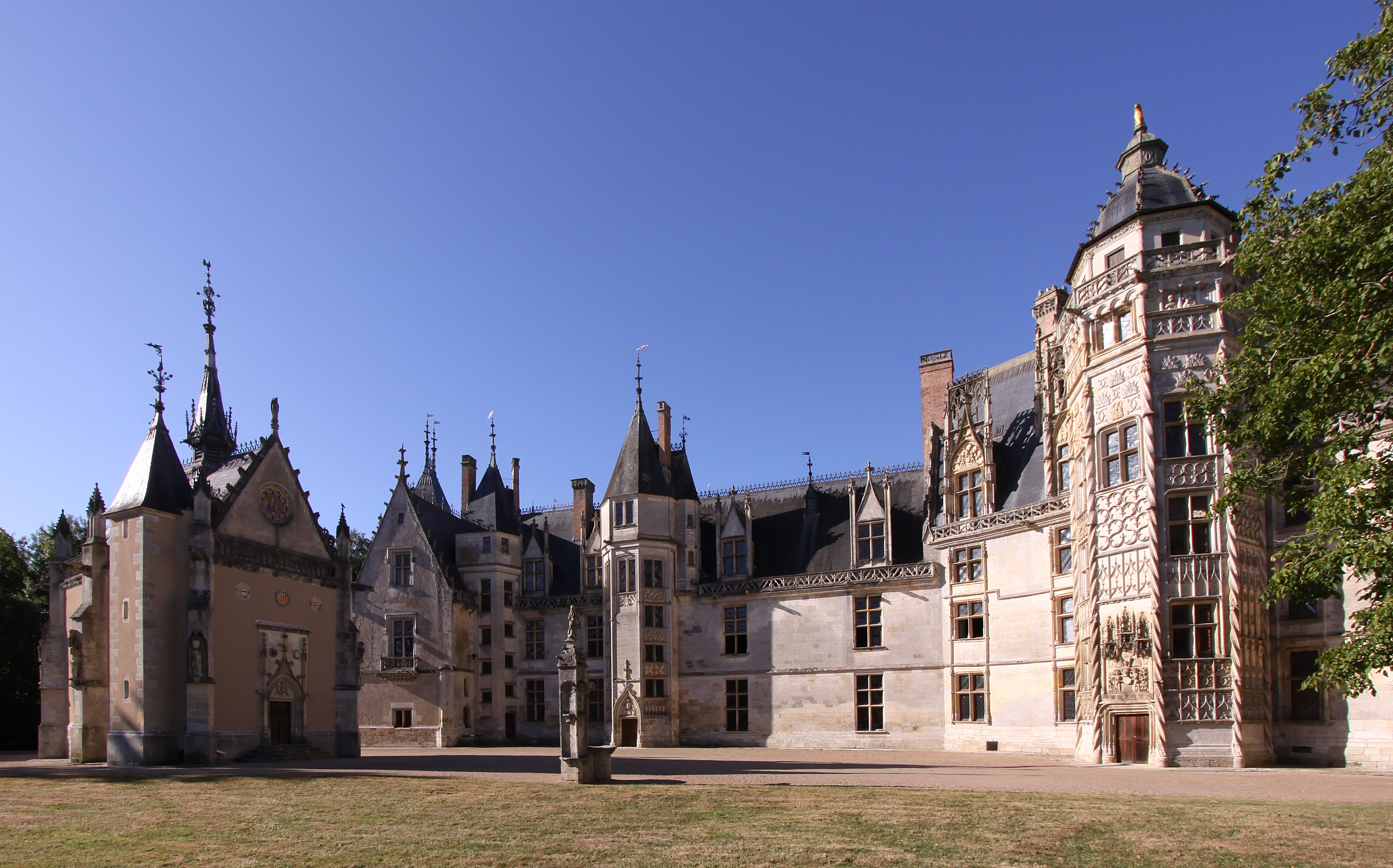
Château de Meillant.
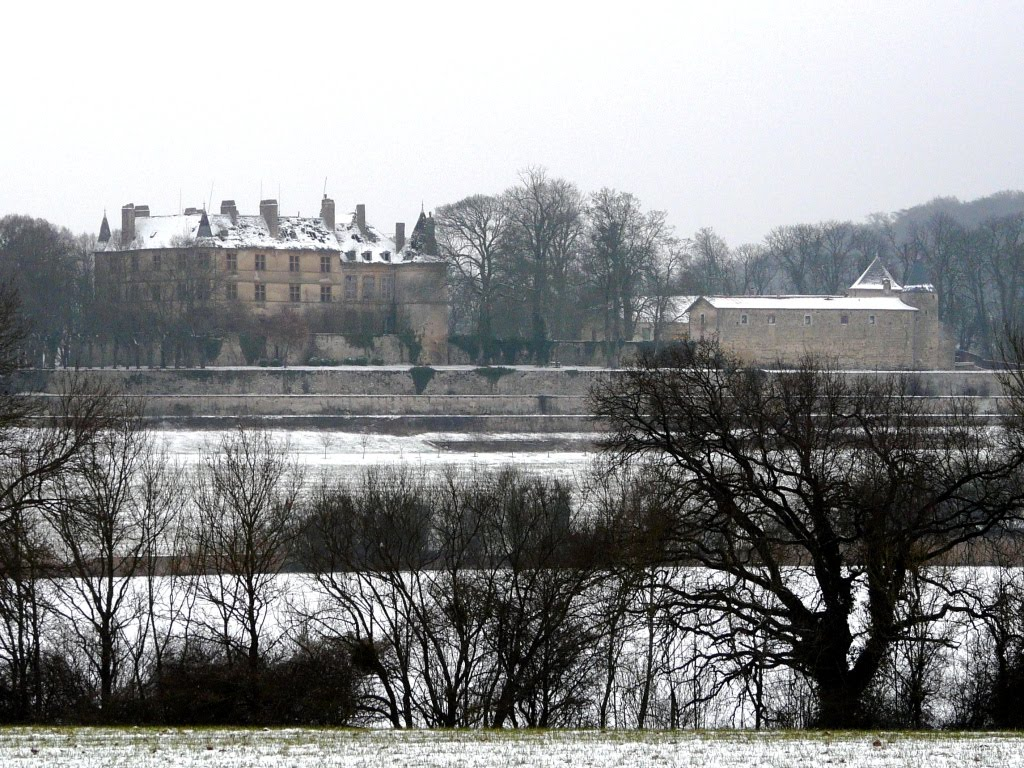
Château de Hombourg-Budange.
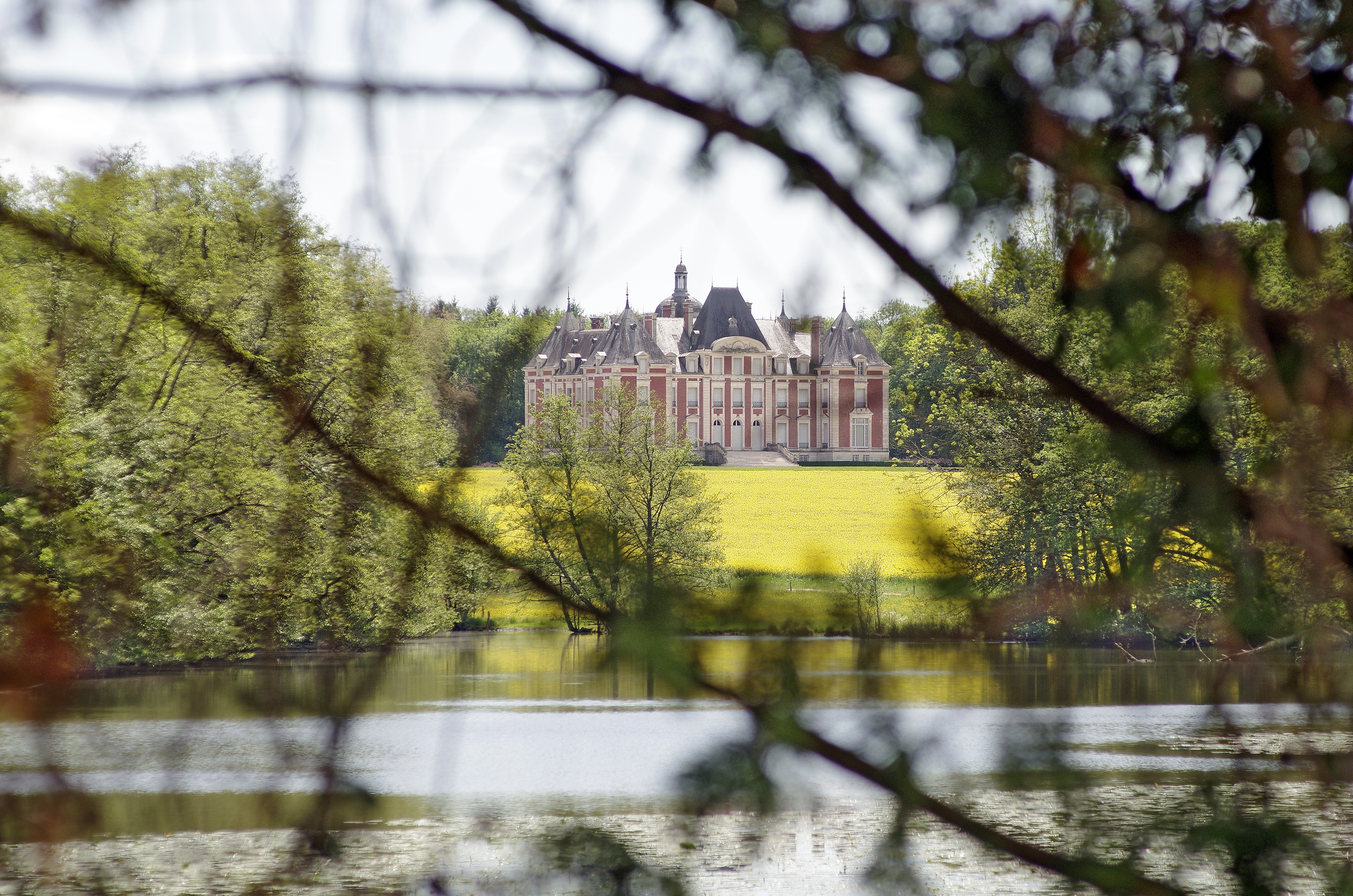
Château du Réveillon, Entrains-sur-Nohain.
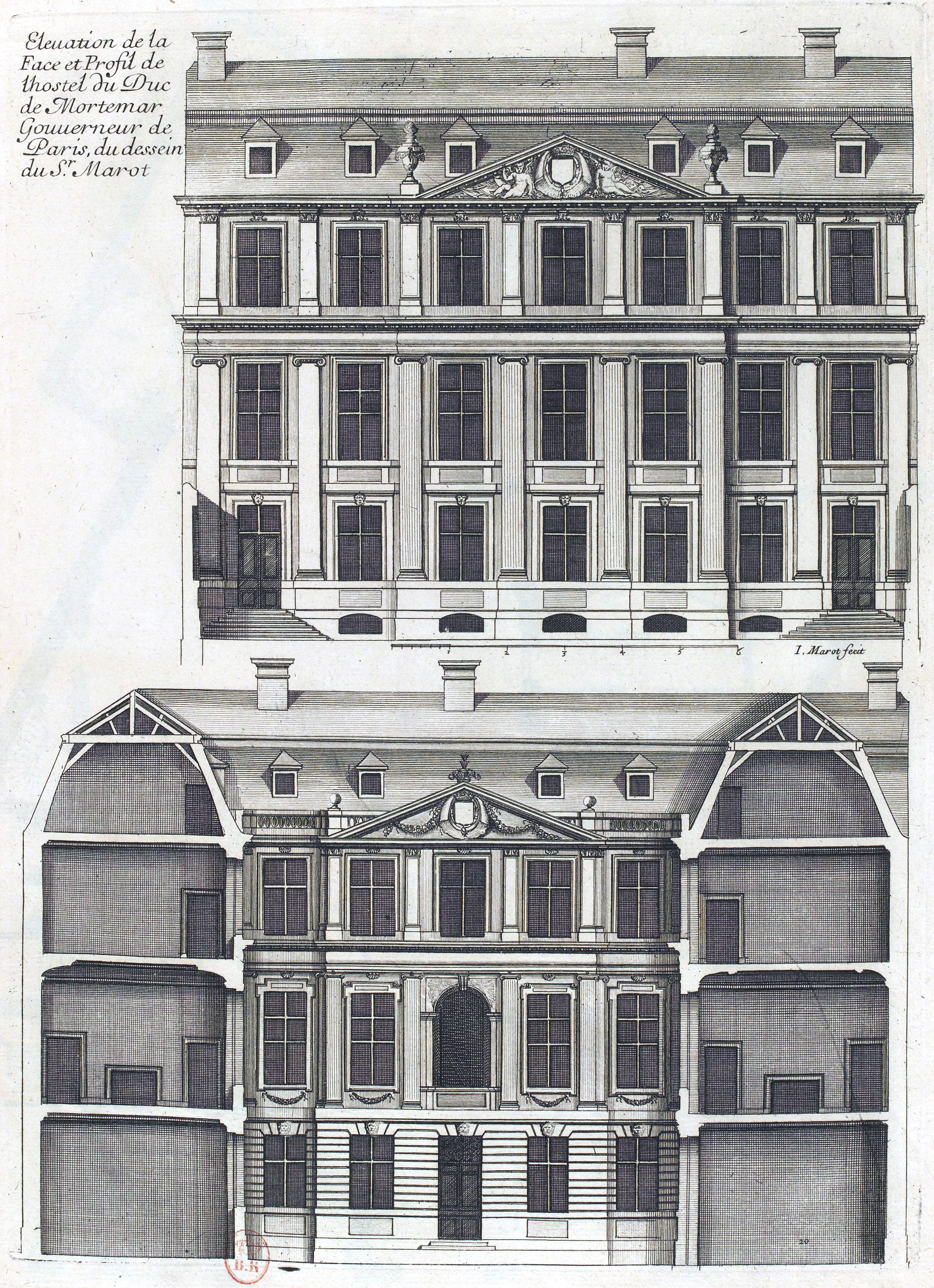
L'hôtel de Mortemart, rue Saint-Guillaume (1686).
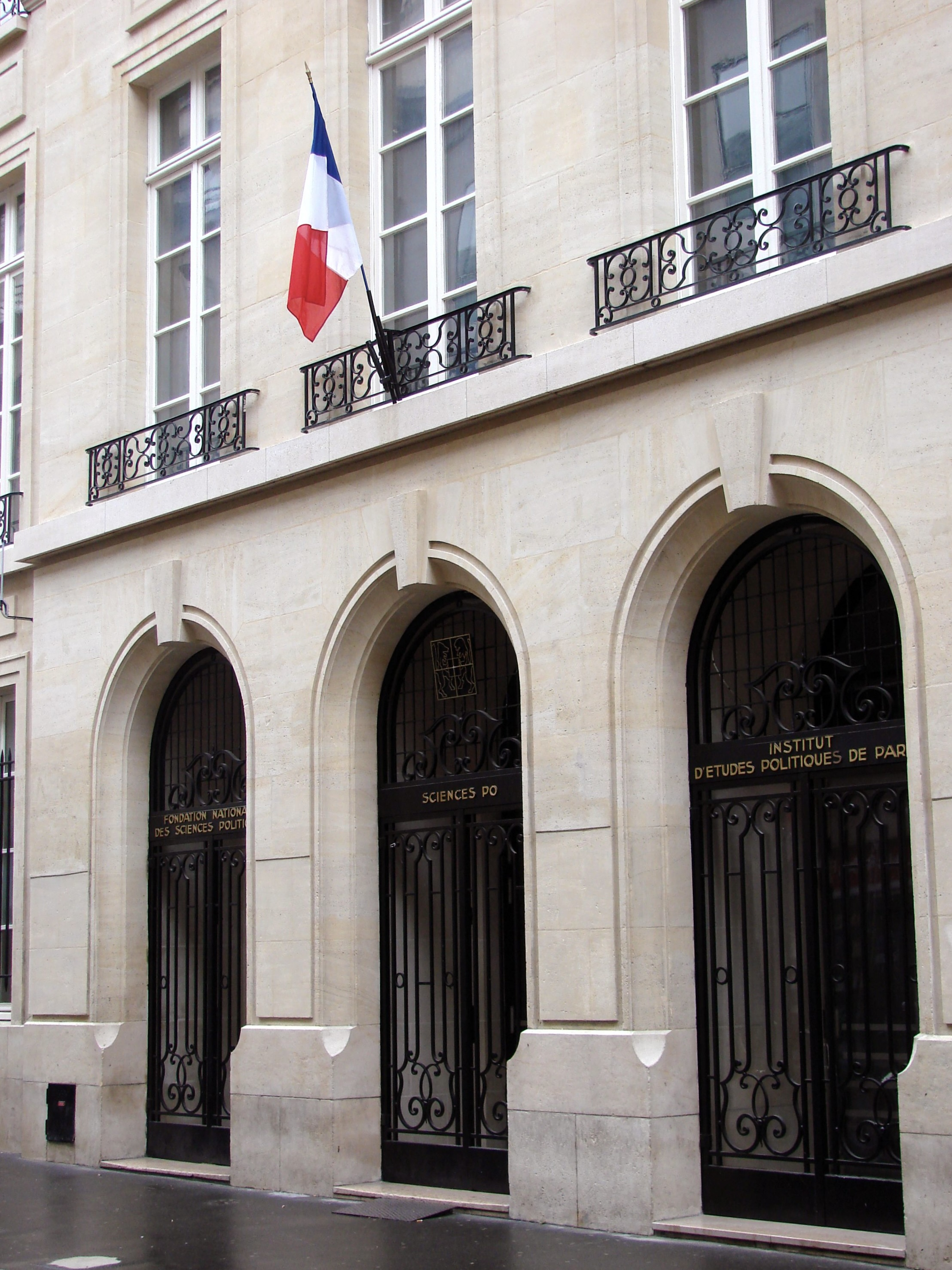
Portail de l'hôtel de Mortemart.

### Terres
- Mortemart[16] : Le duché-pairie de Mortemart est érigé en 1650 à partir du marquisat de Mortemart, des terres, seigneuries et paroisses de Montrol, Nouic, Blond, Vaulry, Breuilaufa, Le Fraisse, Javerdat, de la baronnie de Saint-Victurnien et châtellenie d'Oradour-sur-Glane, des terres, baronnies et châtellenies de Lussac, Verrières et Dienné. En 1759, les terres d'Availles, Serres, Abzac, Le Bouchet, Migné et Dasdé sont unies au duché-pairie ;
- Seigneurie de Vivonne, à la suite du mariage (~ 1360) d'Aimery II de Rochechouart (~ 1340-1397), seigneur de Mortemart avec Jeanne d'Archiac (~ 1350-1378) :
  - Le titre de « duc de Vivonne » (titre de duc à brevet) fut créé en 1668 pour Louis Victor de Rochechouart de Mortemart. Celui-ci devint duc de Mortemart à la mort de son père. Depuis, le titre de « duc de Vivonne » est traditionnellemnent porté par le second fils après le duc de Mortemart ;
- Seigneurie de Landal en Broualan, de 1643 à 1697 ;
- Châtellenie de Saint-Germain-de-Confolens (20 paroisses)
- Châtellenie de Vieillevigne (Loire-Atlantique)

## Armorial
| Figure | Blasonnement |
| ------ | --- |
|        | Aimery Ier de Rochechouart (✝ tué le 16 février 1369 à la bataille de Surgères), seigneur de Mortemart, sénéchal de Toulouse et de l'Albigeois, capitaine en Poitou, Limousin et Saintonge pour le roi de France, De Rochechouart plein, chargé sur le deuxième fasce d'une belette de sable. (brisure des premiers degrés), SupportsDeux griffons ; Cimierune tête de licorne, issante du timbre couronné de fleurons. |
|        | À partir de Gabriel de Rochechouart (1600-1675), marquis, puis 1er duc de Mortemart (1650) et pair de France, prince de Tonnay-Charente, chevalier des Ordres du roi, les Rochechouart de Mortemart portent : Coupé d'un trait, parti de trois autres qui font huit quartiers : 1. de gueules, au croissant de vair (de Maure) ; 2. d'azur, à trois fleurs-de-lis d'or au bâton péri en bande de gueules (Bourbon) ; 3. de gueules, à neuf macles d'or (Rohan) ; 4. burelé d'argent et d'azur de dix pièces à trois chevrons de gueules brochants sur le tout, le premier écimé (La Rochefoucauld) ; 5. d'argent, au guivre d'azur couronné d'or engoulant un enfant de gueules (Visconti-Milan) ; 6. de gueules, aux chaînes de Navarre d'or (Navarre) ; 7. de gueules, au pal de vair (Pérusse des Cars) ; 8. d'hermine plain (Bretagne). Sur le tout fascé enté de six pièces d'argent et de gueules (Rochechouart),. |
|        | Victor Louis Victurnien de Rochechouart de Mortemart (Colmesnil-Manneville, 12 août 1780 - Paris, 28 janvier 1834), gouvernement du palais de Rambouillet (1808), comte de Mortemart et de l'Empire (institution de majorat attaché au titre de comte de Mortemart au profit de Anne, Victurnien, René, Roger de Rochechouart de Mortemart, accordée par lettres patentes du 17 mai 1810, signées à Gand), Légionnaire (3 décembre 1809), puis, Officier (20 décembre 1820), puis, Commandeur (22 mai 1825), puis, Grand officier de la Légion d'honneur (29 octobre 1826), Fascé nébulé de gueules et d'argent ; franc-quartier des comtes officiers de Notre Maison. - Livrées : les couleurs de l'écu. |
|        | Victurnien Bonaventure de Rochechouart de Mortemart (Everly, 28 octobre 1753 – Hôtel de Mortemart (Paris), 16 janvier 1823), pair de France (17 août 1815 - 16 janvier 1823, marquis et pair (31 août 1817, sans lettres patentes, ni majorat), Fascé-ondé d'argent et de gueules de six pièces. |

## Sources
- Racines & Histoire, Rochechouart-Mortemart, p. 11-18
- Medieval Lands / Limousin, Rochechouart-Mortemart